# Journal Victoria de Durango
 (juillet 2019).
Le journal Victoria de Durango est un quotidien matinal imprimé en langue espagnol, de la ville de Durango dans l'État de Durango au Nord du Mexique. Il a été fondé de 7 mars 1995.

## Diffusion
Son tirage quotidien est de 32 845 exemplaires en 2019 et sa diffusion concerne l'État de Durango.